# Destacamento de Longo Alcance N.º 1
O Destacamento de Longo Alcance N.º 1 foi uma unidade temporária da Real Força Aérea Australiana (RAAF) criada para participar na corrida aérea de Londres a Christchurch, em 1953. O destacamento foi estabelecido em Fevereiro de 1953 e foi equipado com três aviões Canberra, modificados entre Junho e Agosto para participarem na competição. Depois de muito treino, dois aviões Canberra partiram para o Reino Unido a meio de Setembro. A corrida começou no dia 9 de Outubro e uma das aeronaves do destacamento conseguiu o segundo lugar na competição, com um total de 22 horas e 29 minutos de voo. A outra aeronave foi forçada a sair da competição quando um dos seus pneus arrebentou quando aterrou nas Ilhas Cocos para reabastecer, contudo depois de resolver o problema completou o voo até Christchurch. Depois de um breve período na Nova Zelândia ambas as aeronaves regressaram à Austrália para serem novamente modificadas para a versão normal de serviço; em Novembro, o destacamento foi dissolvido.

## História

### Treino
O Destacamento de Longo Alcance N.º 1 foi formado na Base aérea de Laverton no dia 16 de Fevereiro de 1953 para começar as preparações para a participação da RAAF na corrida aérea de Londres a Christchurch. O Líder de esquadrão Peter Raw tornou-se no primeiro comandante da unidade a 23 de Fevereiro, e deteve esta posição até Maio quando o Comandante de asa Derek R. Cuming assumiu o comando. Cuming havia sido o primeiro homem a pilotar um avião a jacto na Austrália (um Gloster Meteor em 1946) e havia anteriormente comandado a Unidade de Pesquisa e Desenvolvimento de Aeronaves da RAAF. Ao anunciar a sua nomeação para comandar o Destacamento de Longo Alcance N.º 1, o Ministro do Ar William McMahon descreveu Cuming como o "impressionante piloto de testes da RAAF".

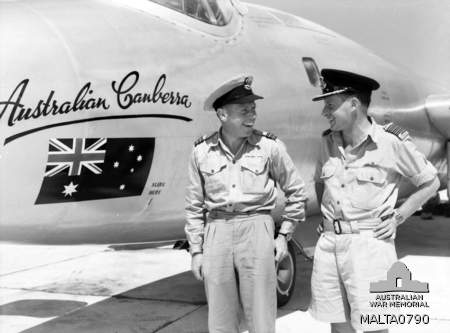
Comandante de asa Cuming (à esquerda) com o Capitão de grupo Brian Eaton em Malta durante o voo de Cuming para o Reino Unido para participar na corrida aérea

O destacamento recebeu a sua primeira aeronave, o bombardeiro Canberra A84-307, no dia 15 de Junho de 1953. Esta aeronave havia sido construída na Grã-Bretanha como o primeiro Canberra da RAAF, e foi pilotada até à Austrália pelo Comandante de asa Cuming em Julho de 1951. A viagem havia sido realizada em 21 horas e 41 minutos, o que estabelecia um recorde não oficial para a rota. A segunda aeronave do destacamento, o Canberra A84-201, chegou no dia 1 de Julho. Este era o primeiro Canberra construído em solo australiano e foi enviado para este destacamento pouco tempo depois da sua construção ter terminado. O segundo Canberra construído pelos australianos, o A84-202, também foi enviado para o destacamento em Agosto. As três aeronaves foram modificadas para esta "missão especial" no Depósito de Aeronaves N.º 1. Estas modificações incluíram a instalação de um equipamento de medição de distância em cada uma das aeronaves e a modificação do compartimento de bombas, que passou a ser usado para armazenar tanques de combustível para aumentar o alcance das aeronaves. O Comandante de asa Cuming disse aos jornalistas em Agosto que os bombardeiros Canberra construídos na Austrália eram escolhidos em detrimento dos equivalentes britânicos devido ao prestígio nacional e por as aeronaves australianas saírem da linha de produção com um equipamento de navegação superior ao britânico. O Canberra A84-307 (construído pelos britânicos) estava no destacamento para servir como reserva, esperando-se que o Canberra A84-202 fosse modificado a tempo de poder participar na corrida.
O Destacamento de Longo Alcance N.º 1 realizou treinos intensivos de preparação para a corrida aérea. Estes treinos envolviam voos regulares de ida e volta entre Laverton e o Sri Lanka, e entre Singapura e Christchurch, através de várias bases na Austrália. Estes exercícios foram usados para criar uma estimativa da taxa de consumo de combustível e para praticar o reabastecimento e as técnicas de navegação que seriam necessárias na corrida aérea. Ao realizar estes treinos o destacamento bateu muitos recordes australianos de velocidade aérea, incluindo o recorde de tempo de voo ao atravessar o Mar da Tasmânia, durante um voo entra a Base aérea de Amberley e Christchurch no dia 16 de Agosto. Um engenheiro aeronáutico foi colocado no destacamento para calcular a melhor rota que os aviões Canberra deveriam percorrer para conseguirem ganhar a corrida. No dia 2 de Setembro, Cuming e Raw visitaram as instalações das Fábricas de Aeronaves do Governo, em Fishermans Bend, Melbourne, para agradecer aos trabalhadores a construção dos bombardeiros Canberra para a RAAF.

### Corrida e resultado
Seleccionados para representar a Austrália na corrida aérea de Londres a Christchurch, o A84-201 e o A84-202 partiram de Laverton com destino ao Reino Unido no dia 10 de Setembro de 1953, e chegaram à Base aérea de Lyneham no dia 16 do mesmo mês. Pequenas equipas do Destacamento de Longo Alcance N.º 1 ficaram estacionadas no Reino Unido, Bahrain, Sri Lanka, Ilhas Cocos e em Christchurch, para prestar apoio quando os aviões passassem. A primeira destas equipas partiu da Austrália para o Reino Unido no dia 9 de Setembro. As equipas estacionadas no Bahrain e no Sri Lanka deixaram Laverton a bordo de um avião Dakota da RAAF no dia 25 de Setembro. Cada uma das equipas era liderada por um navegador da RAAF, cujo papel consistia em criar um plano de voo para a próxima etapa da corrida aérea e providenciar estes dados à tripulação aérea para minimizar o tempo que a aeronave teria que ficar em terra. A RAAF também prestou apoio adicional ao destacamento ao enviar uma equipa de controladores aéreos e equipamento de radar especializado para Christchurch, além de ter estacionado aviões P-2 Neptune nas Ilhas Cocos, em Perth e na Base aérea de East Sale para realizar busca e salvamento e acompanhar a aeronave. O porta-aviões HMAS Vengeance e o contratorpedeiro HMAS Bataan da Real Marinha Australiana também prestaram apoio ao destacamento, ficando estacionados ao longo do Mar da Tasmânia para enviar relatórios das condições atmosféricas.

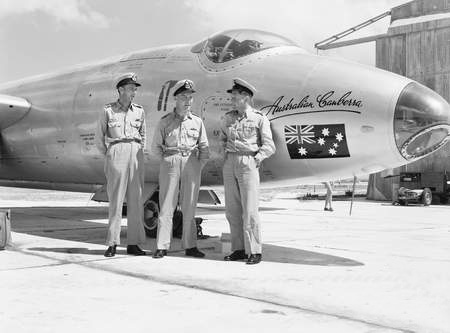
O Líder de esquadrão Raw (ao centro) e a sua tripulação com o A84-201

A corrida aérea começou no dia 9 de Outubro. O A84-202, pilotado pelo Comandante de asa Cuming, descolou do Aeroporto de Londres às 03h50 da madrugada. O A84-201, pilotado pelo Líder de esquadrão Raw, descolou cinco minutos depois. Cada um dos Canberra tinha também um co-piloto e um navegador. As aeronaves voaram em separado até ao Bahrain, onde fizeram uma breve paragem para reabastecerem, e continuaram até ao Aeroporto de Ratmalana e às Ilhas Cocos, onde reabasteceram de novo. Um dos pneus do A84-202 arrebentou quando a aeronave aterrava nas Ilhas Cocos, condenando assim a aeronave a não continuar na corrida. Nesta altura o A84-202 estava dois minutos à frente do A84-201 e 15 minutos à frente dos concorrentes britânicos da Real Força Aérea (RAF).
O A84-201 continuou e depois aterrou na Base aérea de Woometa, na Austrália Meridional, para reabastecer. O trem de aterragem dianteiro da aeronave ficou bloqueado devido a um congelamento, mas este problema foi resolvido e a aeronave descolou às 00h19, hora local. O trabalho de reparação atrasou a aeronave em 83 minutos. O A84-201 chegou ao Aeroporto de Harewood, em Christchurch, às 04:32 hora local, e ficou em segundo lugar na corrida, com um tempo de 22 horas e 29 minutos. A aeronave vencedora, um Canberra da RAF, foi pilotado pelo Tenente de voo Monty Burton e acabou a corrida com um tempo de 22 horas e 25 minutos. O prémio de 3 mil libras atribuído a Raw pelo segundo lugar foi mais tarde doado ao Fundo Fiducidário de Bem-estar da RAAF.
No dia 10 de Outubro foram enviados dois pneus para as Ilhas Cocos para reparar o A84-202. A aeronave partiu no dia 12 do mesmo mês e voou até Christchurch, via Laverton; totalizou 22 horas e 23 minutos e meio. Cuming mais tarde disse aos jornalistas que a tripulação do A84-202 havia bebido cerveja e dado uns mergulhos enquanto esperaram que a aeronave fosse reparada. Ambos os Canberra realizaram voos de exibição nos céus do Aeroporto de Harewood e na Base aérea de Whenuapai, antes de voltarem para Laverton no dia 19 de Outubro. As aeronaves foram transferidas para o Depósito de Aeronaves N.º 1 no dia 2 de Novembro para voltarem à sua configuração normal, e as equipas do Destacamento de Longo Alcance N.º 1 enviadas para várias localizações para prestarem apoio às aeronaves já haviam regressado à Austrália no dia 6 de Novembro. No dia 16, o destacamento foi dissolvido. O custo total da participação da RAAF nesta competição foi de 50mil libras australianas, valor que o ministro McMahon alegou ser "uma pechincha" dado o resultado da participação da força aérea.
Depois de o Destacamento de Longo Alcance N.º 1 ser dissolvido, o Comandante de asa Cuming voltou para a Unidade de Pesquisa e Desenvolvimento de Aeronaves. Mais tarde, Cuming foi nomeado Oficial da Ordem do Império Britânico, no dia 31 de Dezembro de 1953, por ter liderado o destacamento e participado na corrida aérea. O Líder de esquadrão Raw foi condecorado com a Cruz da Força Aérea pela sua participação na corrida, sendo esta condecoração entregue pessoalmente pela Rainha Isabel II em Brisbane, no dia 10 de Março de 1954. Raw assumiu o comando do Esquadrão N.º 2 no dia 18 de Dezembro; este foi o primeiro esquadrão da RAAF a ser equipado com os bombardeiros Canberra. O Tenente de voo Francis Noel Davies, que havia sido o co-piloto de Raw durante a corrida, e outros dois tripulantes, faleceram no dia 16 de Junho de 1954 quando o Canberra A84-202 despenhou-se perto de Amberley. O Comandante de asa Cuming presidiu a equipa de quatro homens que fez um inquérito para investigar as causas do acidente. O A84-201 foi o guarda da Base aérea de Amberley durante muitos anos, até que em 2015 foi anunciado que o novo guarda da base passaria a ser um F-111C.